# Vergonha
|  | No s'ha de confondre amb vergonya. |

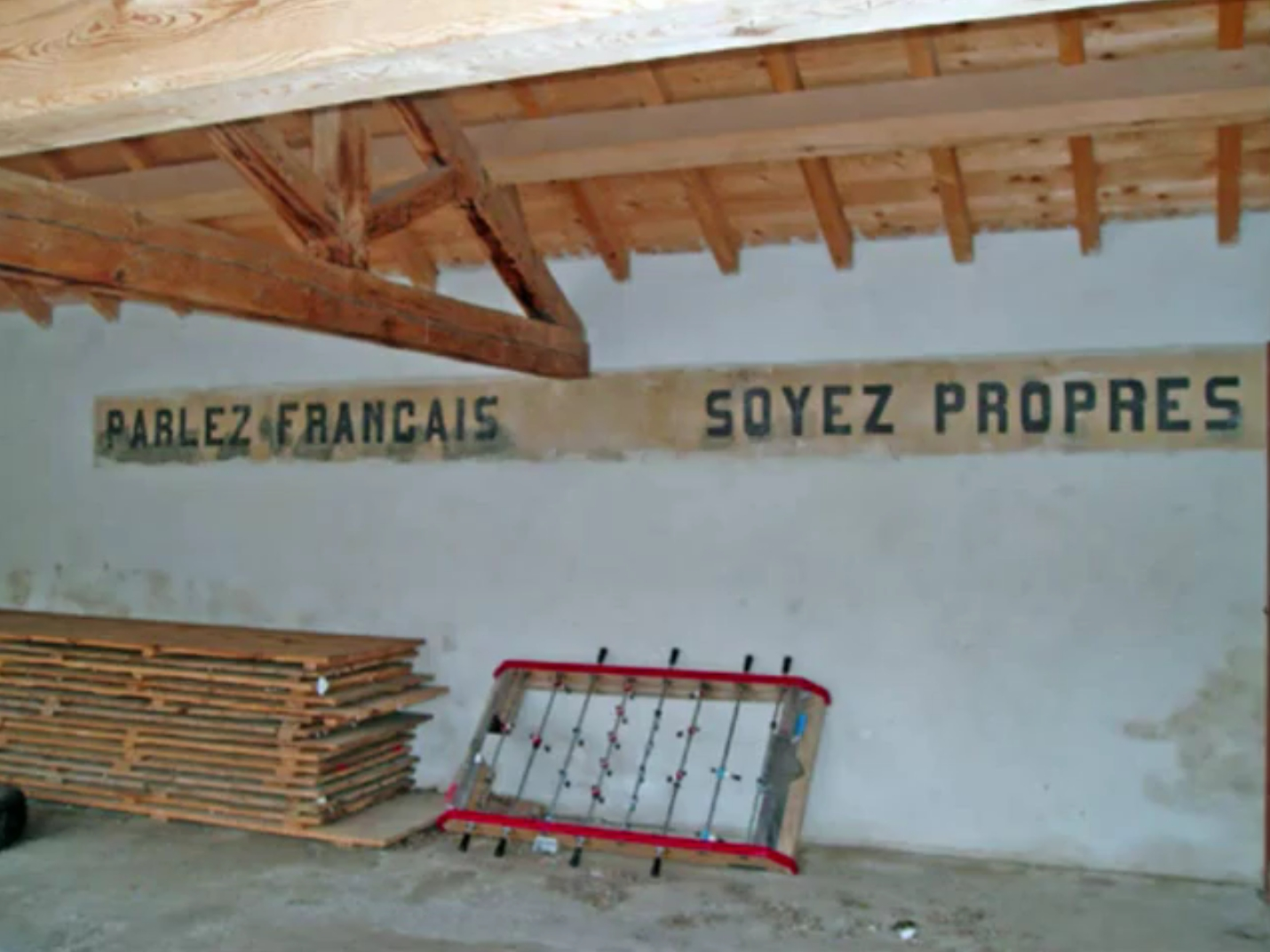
«Parleu francès, no us embruteu», inscripció en una escola nord-catalana, a Aiguatèbia i Talau.
Des del i encara ara França ha volgut uniformitzar la llengua de tots els seus territoris per mitjà de la prohibició, la humiliació, la desaparició de topònims, gentilicis i noms de les llengües diferents al francès (tot són patuès) a més d'altres mètodes propis de tots els genocidis lingüístics.

La vergonha, 'vergonya' en occità (IPA [ber'ɣuɲo̞]), i de vegades lo vergonhament ([berˌɣuɲo̞'men]) en el sentit d'avergonyiment, però també d'humiliació, és com els occitans anomenen les pràctiques —i per extensió els efectes— que sobre els nens i la resta de ciutadans no francòfons de França, tingueren diverses polítiques governamentals respecte del que hom va anomenar patuès, en al·lusió despectiva general a les llengües no oficials de l'Estat. Així doncs, aquestes pràctiques les va patir la major part de la població francesa, tant occitanoparlants com catalanoparlants, corsos, bascs, bretons, etc.
La vergonha era i és practicada amb la intenció que hom se senti avergonyit de la pròpia llengua materna si no és el francès. Per a aconseguir el fet es promou l'exclusió, la humiliació i l'ostracisme a l'escola, reforçats per l'absència de mitjans de comunicació en la llengua «minoritària».
Aquest intent de genocidi lingüístic ha estat promogut per diferents homes de poder i polítics francesos, des de Francesc I de França (Edicte de Villers-Cotterêts) fins a Nicolas Sarközy de Nagy-Bocsa.

## Dos segles de polítiques anti-patois
Ja des del 1539, a l'article 111 de l'Ordenança de Villers-Cotterêts, la parla de llengües diferents del francès a França va rebre un fort cop quan va esdevenir obligatori emprar el francès en tot acte de caràcter legal. Formalment fou una forma de desempallegar-se del llatí en els documents oficials, tot i que al segle xvi pocs súbdits francesos eren educats i tenien amplis coneixements de llatí, però a la pràctica va significar que el francès esdevingués l'única llengua legal al regne.

### Abat Gregori: des de finals del fins a finals del

Abat Gregori: «Podem uniformar la llengua d'una gran nació: allò que cap poble executà completament és digne del poble francès».

### Abat Gregori: des de finals delseglexviiifins a finals delseglexix

#### La necessitat d'aniquilar les llengües vernaculars i d'imposar el francès
A les acaballes del segle xviii, l'època coneguda com el Regnat del Terror, el terme patois designava tota llengua diferent del francès parlada a França. Per a l'Enciclopèdia francesa, editada el 1778, es definia el patois com el llenguatge propi d'arreu de França tret de París, i que era a la capital l'únic lloc on es parlava la llengua francesa. El procés intencionat d'erradicació de les llengües vernacles de la França moderna i el menysteniment com a poca cosa més que un dialecte exclusivament oral va començar amb el manifest de l'Abat Gregori Report sobre la necessitat i els mitjans per a anihilar el patuès i universalitzar l'ús del francès que va presentar el 4 de juny de 1794 a l'Assemblea Nacional i fou seguit per la prohibició oficial de totes les llengües diferents del francès a l'administració pública i a l'escola, per tal d'unificar lingüísticament la França post-revolucionària, en un moment en què només el 10% de la població dominava el francès, és a dir, al voltant d'uns tres milions de persones sobre un total de vint-i-vuit.
Pel que fa a l'elecció del despectiu mot patois, Jean Jaurès va referir-s'hi dient que «hom anomena patois la llengua d'una nació derrotada». Segons el diccionari Chambers, l'origen del terme és incert, però podria ser una «corrupció de patrois, del llatí vulgar patriensis, un habitant local o vilatà». El mot podria significar 'parla' o 'dialecte', en el sentit que no té la categoria de llengua. En singular fa referència al conjunt de llengües, dels seus dialectes, les seves llengües de transició i tota mena de parla diferent del francès oficial, sense fer cap mena de distinció entre elles i considerant-les com un tot homogeni indesitjable.
El 27 de gener, Bertrand Barère de Vieuzac, malgrat ser un occità de Tarbes, manifestà que:

La monarquia té motius per assemblar-se a la Torre de Babel; en democràcia, permetre que els ciutadans ignorin la llengua nacional [la de Paris], és trair a la mare pàtria… Per a la gent lliure, la llengua ha de ser una i la mateixa per a tothom. […] Quants diners ja hem gastat en la traducció de les lleis de la primera i segona assemblees nacionals als dialectes de França! Com si fos el nostre deure mantenir aquests argots bàrbars i ordinaris que ara només poden servir als fanàtics i als contra-revolucionaris!

#### Fi de les províncies occitanes tradicionals: Occitània esdevé «el Sud» o «el Migdia»

Les regions administratives actuals no tenen cap relació amb l'occità i els seus dialectes.

Aquesta política ultrarepublicana de destruir tot indici de llengües, cultures i nacions diferents a la de París és particularment òbvia en la manera que les fronteres interiors de França foren redissenyades, creant 83 departaments que res tenen a veure amb les fronteres internes històriques i tradicionals; i evitant sobretot que cap d'elles poguessin tenir noms com «Occitània» o «Catalunya».
El disseny de les fronteres interdepartamentals es va definir a una llei el 22 de desembre del 1789 i va entrar en vigor l'any següent, el 4 de març de 1790. Tal com mostra el mapa, hi havia onze enclaves occitanoparlants a l'Estat anterior al 1789, com ara les poderoses terres del Llenguadoc i la Gascunya, però van ser dividides en departaments. La implantació de les regions a partir del 1982, que tampoc segueixen criteris culturals o històrics, divideix Occitània en set regions franceses, dividides en departaments i que inclouen altres nacions, com la basca o la catalana.
Així és com Provença – Alps – Costa Blava (anomenada en francès PACA, ometent fins i tot els noms que la constitueixen) va ser creada a partir de parts de cinc províncies occitanes. A la nova PACA van desaparèixer tres capitals a favor de Marsella i, com ocorre a la regió d'Alvèrnia, comprèn entitats occitanes i altres que no ho són.
De la mateixa manera, Nantes va ser administrativament eliminada de Bretanya, tot i que sempre n'ha estat una de les dues capitals històriques juntament amb Rennes, i Tolosa no fou inclosa dins el Llenguadoc-Rosselló, tot i que sempre havia estat la capital històrica del Llenguadoc, que es va distribuir en cinc regions diferents.
Els noms compostos d'aquestes àrees administratives reflecteixen l'artificialitat d'aquesta redistribució territorial unilateral de França, i en concret d'Occitània: Provença – Alps – Costa Blava, Migdia - Pirineus (meitat est de Gascunya i bona part del Llenguadoc), Roine-Alps i Llenguadoc-Rosselló (aquests dos mots comprenen, en realitat, Catalunya, la costa del Llenguadoc, part d'Alvèrnia, etc.). Com a resultat d'això, les singularitats de les diverses parts occitanoparlants van ser passades per alt i barrejades en un esforç deliberat del nou govern per debilitar i parcel·lar els dominis feudals, per tal que la França republicana pogués vèncer les lleialtats tradicionals.
| Províncies tradicionals occitanes i regions franceses | Províncies tradicionals occitanes i les seves capitals històriques: 1. Bearn (Pau) — 6,800 km² (est.) 2. Guiena & Gascunya (Bordeus) — 69,400 km² (est.) 3. Llemosí (Llemotges) — 9,700 km² (est.) 4. Comtat de La Marca (Garait) — 7,600 km² (est.) 5. Alvèrnia (Riom) — 19,300 km² (est.) 6. Llenguadoc (Tolosa) — 45,300 km² (est.) 7. Delfinat (Grenoble) — 8,500 km² (est.) 8. Comtat de Niça — 3,600 km² (est.) 9. Provença (Ais de Provença) — 22,700 km² (est.) 10. Comtat Venaissí (Carpentras) — 3,600 km² (est.) 11. Comtat de Foix (Foix) — 3,300 km² (est.) Regions administratives franceses i capitals administratives assignades: A. Aquitània (Bordeus) — 41,308 km² B. Llemosí (Llemotges) — 16,942 km² C. Alvèrnia (Clarmont d'Alvèrnia) — 26,013 km² D. Roine-Alps (Lió) — 43,698 km² E. Provença – Alps – Costa Blava (Marsella) — 31,400 km² F. Llenguadoc-Rosselló (Montpeller) — 27,376 km² G. Migdia-Pirineus (Tolosa) — 45,348 km² |

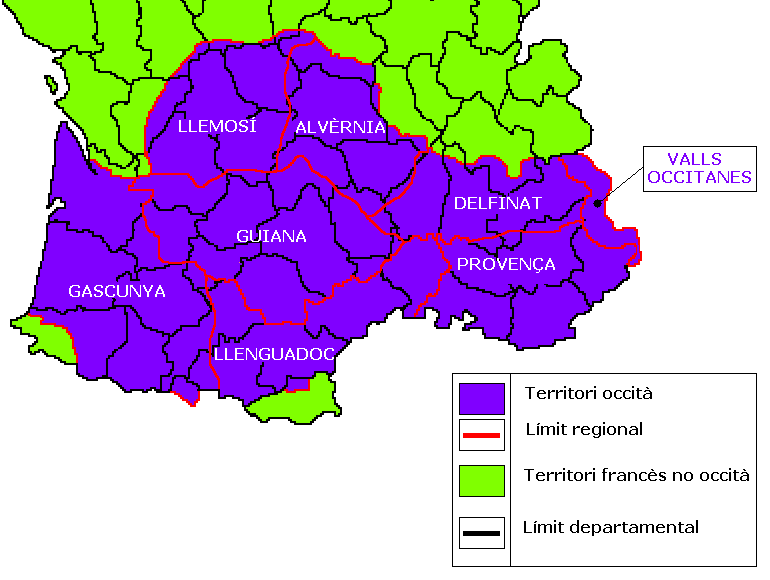
Un mapa d'Occitània

En síntesi, les conseqüències de la imposició d'aquestes fronteres internes a l'Estat francès van ser:
- Tolosa va perdre el 76% del seu territori del Llenguadoc.
- Bordeus perdé una mica més de la meitat del seu territori de Gascunya i Guiena.
- Llemotges incrementà la seva àrea administrativa en un 43%.
- Garait, Pau, Foix, Riom, Ais de Provença, Grenoble, Carpentràs (1791) i Niça (1860) van perdre el seu estatus de capitals.
- Clarmont d'Alvèrnia, Montpeller i Marsella esdevingueren capitals d'Alvèrnia, Llenguadoc-Rosselló i Provença – Alps – Costa Blava, respectivament.
- El Llenguadoc va ser dividit en cinc parts irregulars, la més gran de les quals va formar el Llenguadoc-Rosselló amb la província catalanoparlant del Rosselló.
- Els comtats de la Marca, Bearn, Foix, Venaissí i Niça van perdre la seva autonomia jurídica.
- El departament de Provença – Alps – Costa Blava, PACA, es va formar amb parts dels històrics comtats de Provença, Niça i retalls d'altres tres províncies.
- El nord del Llenguadoc, el Comtat Venaissí i la meitat occidental del Delfinat esdevingueren minories lingüístiques a la nova regió de Rhône-Alpes.
- El terme Occitània i els seus derivats van desaparèixer completament de tota nomenclatura administrativa relativa a un territori. Els termes Catalunya i català també. El conjunt d'Occitània i, accidentalment, el País Basc Nord i la Catalunya Nord, són referits a França com «el Sud» o «el Migdia» (en francès, Midi), o de vegades «Sud-oest», que, si no, també pot designar un territori indefinit que podria correspondre a Gascunya, a l'Occitània atlàntica, al Llenguadoc, etc.

Referents de superfície:
- Les províncies occitanes ocupen gairebé 200.000 quilòmetres quadrats, dues vegades la superfície de Corea del Sud i una mica més que el Senegal, més de vint-i-tres vegades la superfície de Còrsega.
- Gascunya, Llenguadoc, Provença i Alvèrnia representen un 78,4 % d'Occitània en termes de superfície, amb Gascunya que n'és més d'un terç de la superfície total i el Llenguadoc gairebé una quarta part.
- La mida de Gascunya i Guiena és comparable a la de Sierra Leone, Irlanda, Geòrgia i Sri Lanka, o vuit vegades la superfície de Còrsega
- La mida del Llenguadoc és comparable a la de Dinamarca, Estònia i Bhutan, més de cinc vegades l'illa de Còrsega.

### Jules Ferry: des de finals del fins a mitjans del

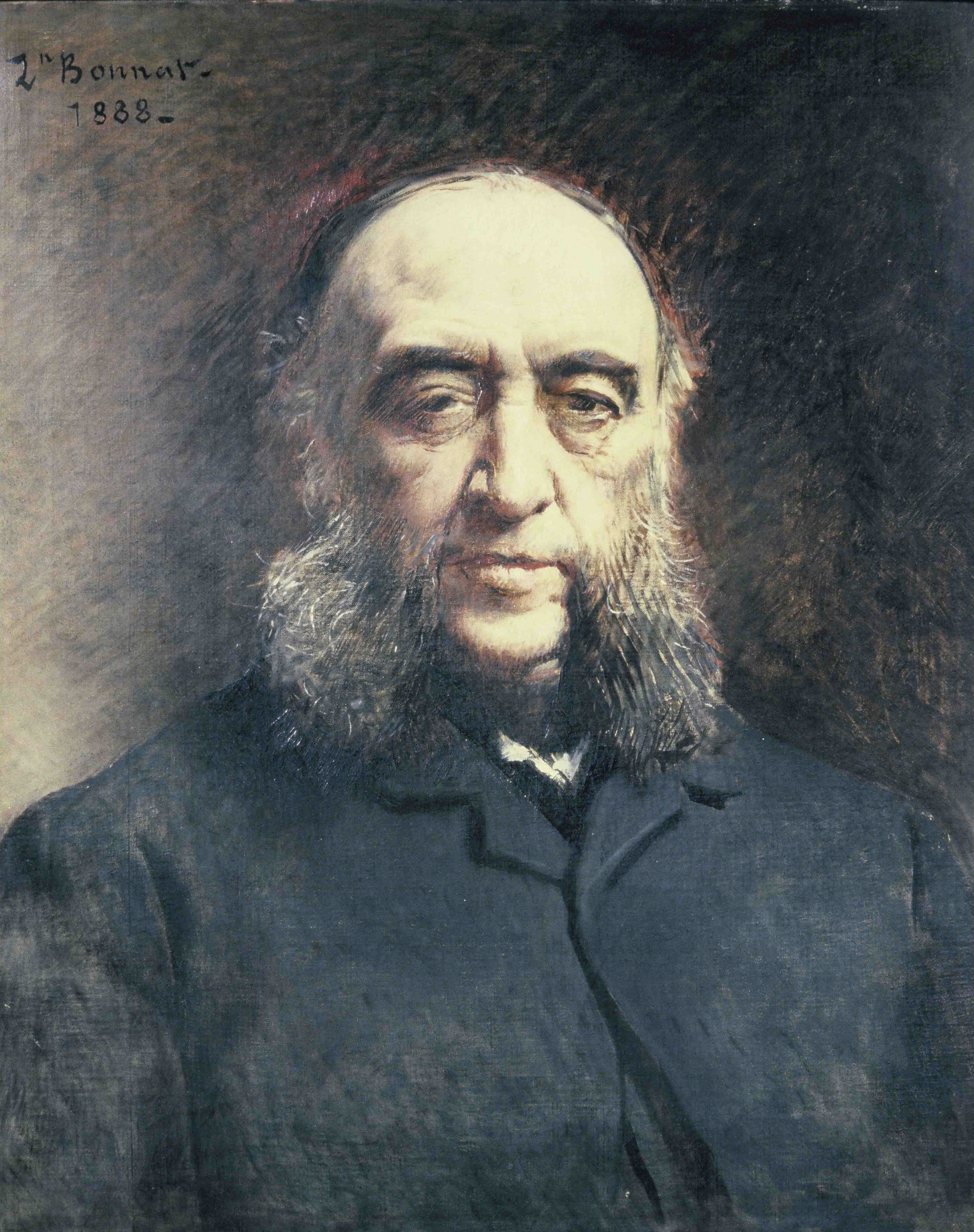
Jules Ferry: «Sigueu nets, parleu francès»

### Jules Ferry: des de finals delseglexixfins a mitjans delseglexx

#### «És prohibit d'escopir a terra i de parlar patuès»
Per tal d'esborrar tot rastre d'identitats diferents de la francesa, la llengua occitana no només es desencoratjava, sinó que se suprimia activament, començant per l'escola i passant per tot el que podia tocar l'administració. Jules Ferry va implementar a la dècada de 1880 una sèrie d'estrictes mesures per afeblir encara més les llengües diferents del francès a França que incloïen càstigs als nens si parlaven occità a les escoles de Tolosa o bretó a les de Bretanya; com recorda, per exemple, en Per-Jakez Hélias (1914-1995), autor del Cavall de l'orgull (1975, The Horse of Pride):

Ara sé, he après, que hi havia una política governamental que òbviament es basava a fer de França una, gran i indivisible, i que, com a conseqüència, les llengües diferents del francès havien de desaparèixer. Però aleshores no ho sabia, potser els mestres de la Tercera República sí, malgrat que vaig demanar-ho a alguns d'ells i tots ho van negar. La seva feina era ensenyar-nos el francès. Per tant, a l'escola se'ns demanava parlar francès.
Una humiliació ben coneguda consistia a fer que els nens que parlessin «la llengua del poble» s'havien de penjar els esclops al coll. Noteu que la paraula esclop en francès es diu sabot, d'on ha aparegut sabotage (en català, sabotatge). D'altres càstigs típics per dir un mot no francès eren els colps amb un regle de fusta als dits. Són cèlebres els cartells que abundaven a les escoles i que deien: «És prohibit d'escopir i de parlar patois». El mot emprat no era occità, ni bretó, ni el de cap altra llengua, simplement patois, primer a les escoles i després a les famílies a través de l'educació que es donava a les dones. L'administració central francesa va aconseguir que els occitans creguessin que la seva llengua era veritablement patois, una forma corrupta de francès mal parlat pels ignorants a tota França. Aquest procés d'alienació és el que es coneix en occità com la vergonha (en català, 'la vergonya') i que en l'actualitat encara existeix, provocant que, sobretot entre la gent major, molts occitans pensin que la seva llengua nadiua no és més que un dialecte o subllengua vergonyosa, que fa palès el seu origen indigne i que cal amagar, o almenys reservar als cercles més íntims.
Les llengües parlades a França es van quedar, en francès, amb els termes que els va donar l'abat Gregori: bretó era l'anomenat «dialecte» del francès parlat a Bretanya, mentre que les llengües romàniques eren sistemàticament designades amb el mot patois. A l'informe de l'abat Gregori, l'alsacià i el cors (que també eren patois) eren considerades formes «altament degenerades» de l'alemany i de l'italià, respectivament.

### Des de mitjans delseglexxfins al present

#### «L'idioma de la República és el francès»

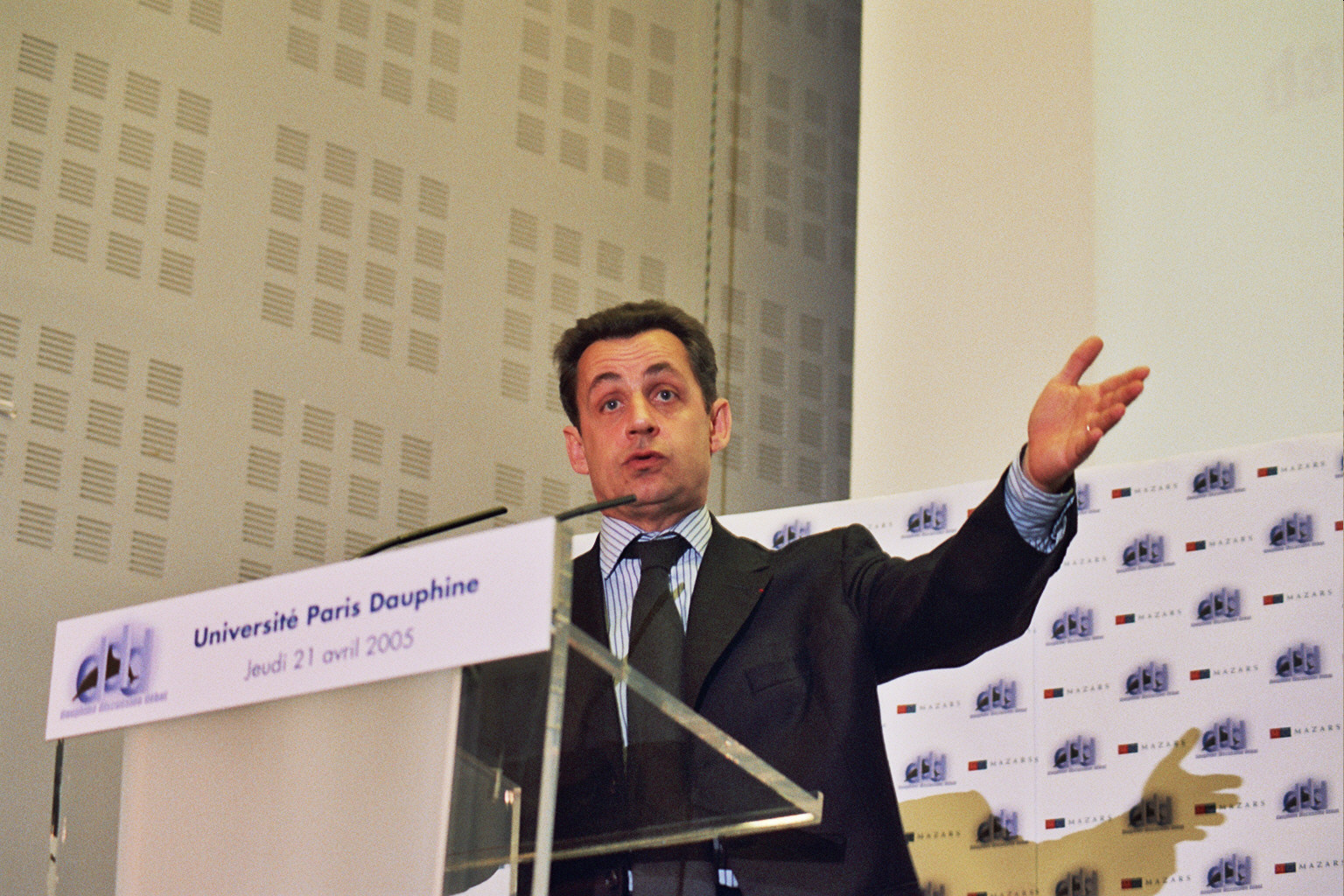
Nicolas Sarkozy

L'any 1958, després que alguns qüestionessin la constitucionalitat de la situació que patien les llengües minoritàries a França, l'Article II de la Constitució Francesa va ser revisat per concloure que «l'idioma de la República és el francès». L'any 1972, el president francès Georges Pompidou va declarar que «no hi ha lloc per a llengües regionals a França». Però l'any 1992 el Consell d'Europa aprovà la Carta Europea de les Llengües Regionals o Minoritàries, que Jacques Chirac va ignorar malgrat la petició de Lionel Jospin al Tribunal Constitucional de França per tal d'esmenar l'Article II i incloure totes les llengües vernaculars del territori francès. Aquesta carta, que han hagut de signar obligatòriament els estats membres de la Unió Europea, a França no s'ha ratificat, cosa que implica que no té cap obligació a la pràctica de seguir-la. Altre cop, doncs, es va denegar el reconeixement oficial de les altres llengües de França, de manera que occitans, bascos, corsos, catalans, bretons, alsacians, etc. no tenen cap dret legal d'expressar-se en les seves llengües, ni tan sols a la seva pròpia terra. A França cap d'elles és considerada com a «llengua», sinó oficialment com a «patuès», una forma incorrecta i no normativa, com a molt un dialecte menor, de la llengua nacional: el francès.
En l'actualitat, el president de la República Francesa, Nicolas Sarkozy, al web del seu partit, l'UMP, Unió per a un Moviment Popular, nega cap ultratge a l'occità ni a la resta de llengües, però sobretot clama «no estar a favor» de la Carta Europea de les Llengües Regionals i en particular que cap altra llengua es consideri com a llengua de França.

#### «A l'infern la vergonya!»

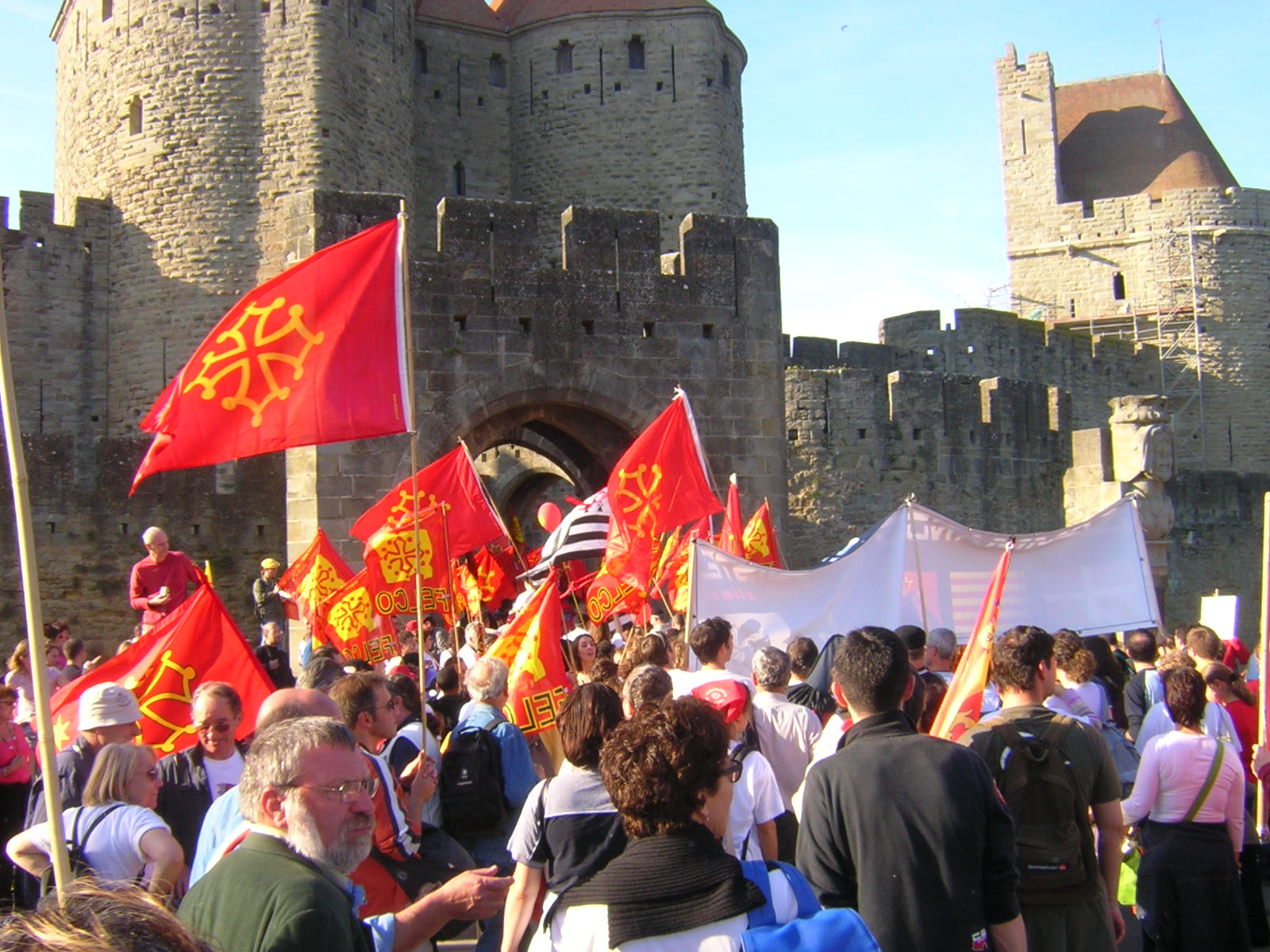
Banderes occitanes a Carcassona

L'escriptor Ives Roqueta escriu sobre la vergonya de ser occità a França: «Estic vermell de vergonya: parlo occità».
Malgrat tot, l'occità és encara una llengua viva, encara que el seu aïllament oficial hagi tingut un efecte devastador quant al nombre de parlants a Occitània. Avui hom més aviat es qüestiona l'obscurantisme del sistema d'educació francesa, com fa Claudi Martí a la seva cançó Perqué m'an pas dit? ('Perquè no m'ho van dir?'). Joan Pau Verdier dedica la seva cançó Veiquí l'occitan ('Vet aquí l'occità') per a lluitar contra la vergonha. Jan dau Melhau, a la cançó Lo Diable es jos la pòrta ('El Diable jau sota la porta'), explica com els occitans van aprendre a sentir-se avergonyits de la seva occitanitat a una societat que li negava tota legitimitat
Hartèra, un moviment de joves que aspira a promoure la llengua occitana, milita contra l'avergonyiment en occità i en francès:

A l'infern la vergonya!

El nostre patois és una llengua: l'occità 

El nostre Sud és una nació: Occitània 

El nostre «folklore» és una cultura 

Volem respecte per al nostre fet diferencial.

Al segle xxi, a poc a poc, alguns bascos i catalanoparlants a França intenten recuperar la seva llengua, cultura i costums, en part gràcies al contacte amb els seus veïns a l'altra banda dels Pirineus, que les han pogut continuar desenvolupant mentre ells no podien. El catalanisme a França ha aportat més força a l'occitanisme, que es veu recolzat en general pels catalans i als quals veure la situació que té el català a Catalunya o Andorra els dona ànims i esperança per a la seva llengua. Arreu de França, joves i grans a Bretanya, Còrsega i altres regions intenten recuperar cada cop més la pròpia estima, la llengua dels seus pares i la cultura local.